# Зелёный огонёк
«Зелёный огонёк» — советский чёрно-белый художественный фильм 1964 года.

## Сюжет
Сергей Кузнецов поступает на работу таксистом в таксомоторный парк и получает доживающий последние дни перед списанием «Москвич». Отправившись в свою первую поездку, Сергей старается помогать окружающим и делать свою работу добросовестно.
«Москвич» является полноценным персонажем фильма — со своим характером, поступками и репликами.

## В ролях
- Алексей Кузнецов — Сергей Кузнецов
- Светлана Савёлова — Ира Савёлова
- Анатолий Папанов — Борис Иванович Жмуркин, таксист
- Татьяна Бестаева — Лена, невеста Коржикова
- Иван Рыжов — Василий Степанович, командированный
- Всеволод Санаев — пенсионер
- Владимир Раутбарт — грузинский учёный
- Вячеслав Невинный — Вихарев, командированный
- Василий Ливанов — Олег Николаевич Коржиков, заместитель главного хирурга
- Зоя Фёдорова — заведующая Салоном для новобрачных
- Эммануил Геллер — дедушка Шурика и Юрика
- Анна Бордье — Николь, студентка из Франции
- Жан-Марк Бордье — студент из Франции

## В эпизодах
- Зиновий Гердт — озвучивает Москвич-407Т
- Валентина Березуцкая — тётя Настя, шофёр такси
- Валериан Виноградов — таксист
- Вячеслав Гостинский — неудачник-влюблённый
- Виктор Гераскин — автоинспектор
- Светлана Коновалова — диспетчер таксопарка
- Валентина Куценко — пассажирка
- Анатолий Касапов — таксист
- Оксана Левинсон — пассажирка-абитуриентка
- Владимир Пицек — пассажир такси, потерявший жену
- Николай Симкин — старшина ГАИ
- Дая Смирнова — продавец в цветочном магазине
- Надежда Самсонова — продавец отдела подарков в Салоне для новобрачных
- Валентина Хмара —  медсестра
- Нина Агапова — ветеринар (нет в титрах)
- Мария Виноградова (нет в титрах)
- Наталья Гицерот — провожающая на перроне вокзала (нет в титрах)
- Светлана Дружинина — эпизод (нет в титрах)
- Маргарита Жарова — продавщица в Салоне для новобрачных (нет в титрах)
- Зоя Исаева — эпизод (нет в титрах)
- Александр Лебедев — эпизод (нет в титрах)
- Анатолий Обухов — сотрудник Салона для новобрачных (нет в титрах)
- Манефа Соболевская — диспетчер в таксопарке (нет в титрах)

## Съёмочная группа
- Автор сценария — Валентина Спирина
- Режиссёр-постановщик — Виллен Азаров
- Главный оператор — Виктор Листопадов
- Художник — Василий Щербак
- Режиссёр — Фёдор Солуянов
- Звукооператор — Борис Зуев
- Композитор — Александр Флярковский
- Дирижёр — Эмин Хачатурян
- Монтаж — Лидия Лысенкова
- Грим — Людмила Баскакова
- Костюмы — Наталья Фирсова
- Редактор — Аида Репина
- Оператор комбинированных съёмок — Игорь Фелицын
- Ассистенты:

Режиссёра — Л. Кельштейн
Оператора — Борис Кочеров, Роман Цурцумия
- Директор картины — Наум Поляк

## Факты
- Картина получила специальный диплом за участие в программе фестиваля «Международная встреча фильмов для молодёжи» в Каннах в 1964 году[1].
- Песня, которую Николь напевает в такси, называется «La Chanson D’Orphee» (песня Орфея). Впервые эта песня прозвучала в фильме «Чёрный Орфей», под названием «Manhã de Carnaval[англ.]»[2]. Впоследствии эту песню исполнила французская певица Далида, эта песня была записана на диске «Love in Portofino» (1959 год). Также эту песню исполняют эстрадные и джазовые коллективы всего мира.
- Герой Кузнецова напевает песню «Девойка мала» из кинофильма «Любовь и мода», которую в СССР знали главным образом в исполнении Джордже Марьяновича (русский вариант песни назывался «Ночным Белградом» и был исполнен многими отечественными исполнителями).